# آلدانا کامتی
آلدانا کامتی (انگلیسی: Aldana Cometti؛ زادهٔ ۳ مارس ۱۹۹۶) بازیکن فوتبال اهل آرژانتین است.
از باشگاه‌هایی که در آن بازی کرده‌است می‌توان به باشگاه فوتبال گرانادا اشاره کرد.
وی همچنین در تیم ملی فوتبال زنان آرژانتین بازی کرده‌است.
وی در مسابقات کشوری و بین‌المللی در مجموع برندهٔ ۱ مدال نقره شده‌است.